# Dayton (Illinois)
Dayton es un lugar designado por el censo ubicado en el condado de LaSalle en el estado estadounidense de Illinois. En el Censo de 2010 tenía una población de 537 habitantes y una densidad poblacional de 90,38 personas por km².

## Geografía
Dayton se encuentra ubicado en las coordenadas 41°23′29″N 88°47′58″O / 41.39139, -88.79944. Según la Oficina del Censo de los Estados Unidos, Dayton tiene una superficie total de 5.94 km², de la cual 5.82 km² corresponden a tierra firme y (1.96%) 0.12 km² es agua.

## Demografía
Según el censo de 2010, había 537 personas residiendo en Dayton. La densidad de población era de 90,38 hab./km². De los 537 habitantes, Dayton estaba compuesto por el 94.97% blancos, el 0.19% eran afroamericanos, el 0.93% eran amerindios, el 2.61% eran asiáticos, el 0% eran isleños del Pacífico, el 0.37% eran de otras razas y el 0.93% pertenecían a dos o más razas. Del total de la población el 2.79% eran hispanos o latinos de cualquier raza.